# Amont-et-Effreney
Amont-et-Effreney là một xã thuộc tỉnh Haute-Saône trong vùng Bourgogne-Franche-Comté phía đông nước Pháp.